# Ріанне де Вріс
Ріанне де Вріс (нід. Rianne de Vries; 14 грудня 1990, Геренвен, Фрисландія, Нідерланди) — голландська шорт-трекістка, призерка чемпіонату світу з шорт-треку 2018 року, призерка чемпіонату Європи з шорт-треку 2015, 2016 та 2017 року; багаторазова переможниця різних етапів Кубка світу з шорт-треку сезону 2015/16, 2016/17 та 2017/18 року. Учасниця зимових Олімпійських ігор 2014 та 2018 року.

## Біографія
Ріанне де Вріс народилася у місті Геренвен, провінція Фрисландія. Змалку каталася на ковзанах, а професійно займатися почала з 2009 року на базі клубу «Shorttrack Club Thialf». В національній збірній Нідерландів за її підготовку відповідає Єрун Оттер. Навчалася в спортивному коледжі Геренвена (Sport Studies CIOS). Замужем за голландським шорт-трекістом Дане Бреувсме. 6 січня 2018 року потрапила до лікарні з травмою правої щиколотки. Напередодні цього випадку, ще влітку 2017 року, де Вріс її зламала. В своєму комплексі ці травми взагалі ставили під сумнів її участь у, запланованому на той час, забігу на 1000 м серед жінок майбутніх зимових Олімпійських іграх 2018 року. Одружена, її чоловіком є відомий голландський ковзаняр, п'ятиразовий призер чемпіонату світу з шорт-треку — Дан Бреувсма.
Першу медаль до свого активу на змаганнях міжнародного рівня де Вріс здобула на чемпіонаті Європи з шорт-треку 2015 року, що відбувся в голландському місті — Дордрехт. У складі жіночої команди Нідерландів, під час естафети на 3000 м, з результатом 4.18,174 вона фінішувала на другому місці, випередив суперниць із Угорщини (4.18,658 — 3-тє місце), але поступившись ковзаняркам із Росії (4.18,084 — 1-ше місце).
Участь у чемпіонаті Європи з шорт-треку 2017 року в італійському Турині принесло до медального заліку де Вріс одразу дві медалі. Золотою нагородою завершився її виступ в забігу на 500 м. З результатом 44.263 вона фінішувала першою, випередив суперниць із Італії (Мартіна Вальчепіна, 44.320 — 2-е місце) і Великої Британії (Шарлотт Гілмартін, 44.548 — 3-тє місце). Наступна, бронзова нагорода, була здобута в жіночій естафеті, де голландські шорт-трекістки з результатом 4:18.446 зайняли третє місце. Першістю вони поступилися суперницям із Угорщини (4:17.195 — 2-е місце) та Італії (4:17.166 — 1-ше місце).
На зимових Олімпійських іграх 2018 де Вріс була заявлена для участі у жіночій естафеті на 3000 м. Однако, де Вріс так і не випустили на лід, що відбулося вже вдруге, аналогічно як і на зимових Олімпійських іграх 2014 року. Таким чином вона завершила турнір в ролі запасної ковзанярки та була позбавлена можливості отримати медаль. Звернення на адресу національного тренера Єруна Оттера з вимогою надати пояснення з приводу цього — не увінчалося успіхом.